# 오타칸투스
오타칸투스(Orthacanthus)는 고생대 데본기에 처음 출현해 석탄기 후기부터 페름기 초기까지 번성하고 페름키 후기에 멸종한, 유럽과 북아메리카의 민물에서 서식했던 어류이다.

## 특징

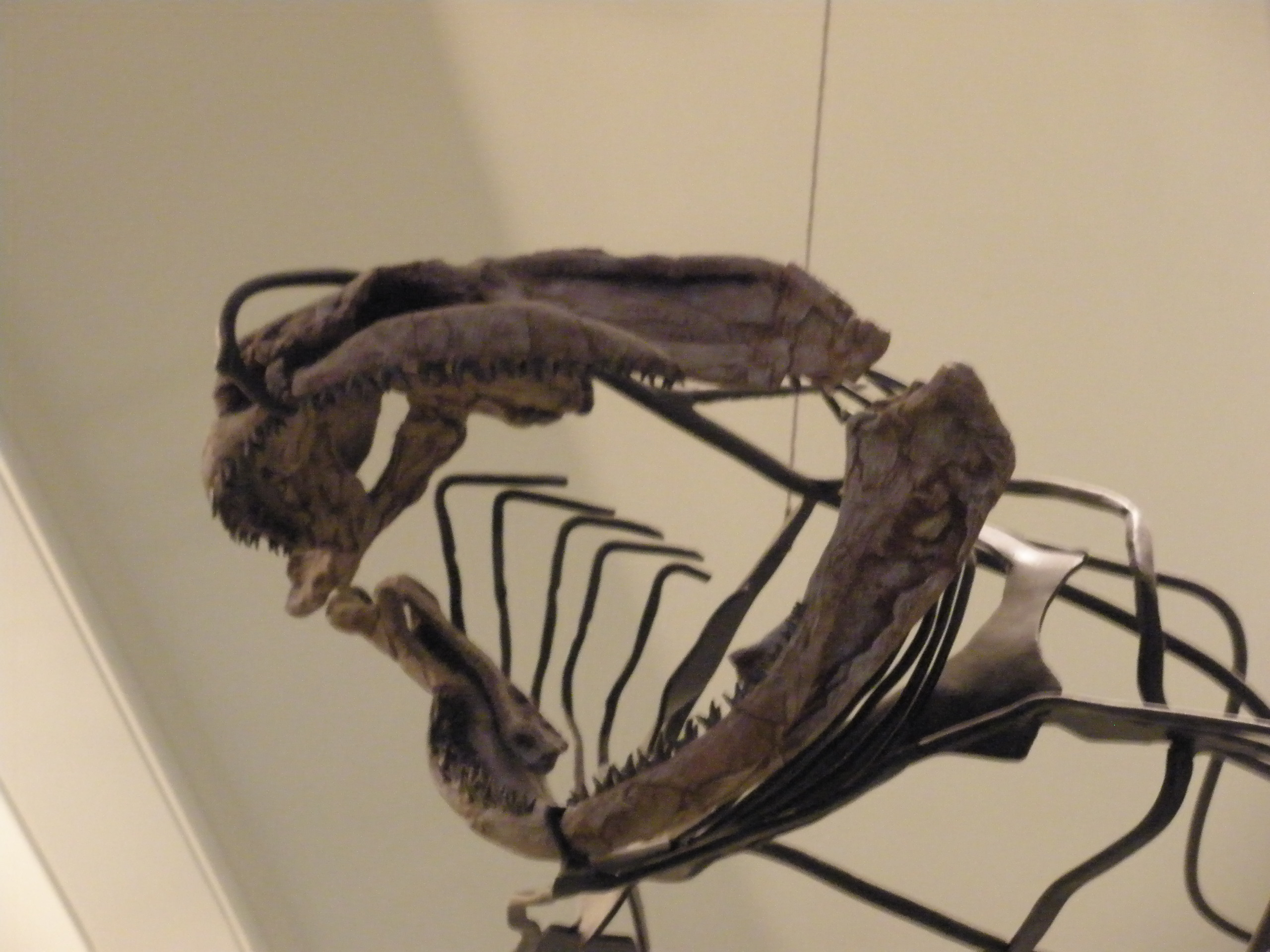
미국 자연사 박물관에 전시된 오타칸투스의 화석 표본

인간과의 크기 비교

오타칸투스의 크기는 약 3 미터 (9.8 ft)이다. 머리부터 꼬리까지 이어져 있는 척추뼈는 피부에 표면적으로 삽입되어 자라며, 입 쪽에는 위협적인 2개의 송곳니가 있었다. 이를 통해 치악력 또한 강력했을 것으로 추정된다. 뱀장어처럼 긴 등지느러미가 있었고, 이 지느러미를 통해 빠른 속력을 낼 수 있었다.
나선형 직장에서 나온 배설물과 내장 속 내용물 분석을 기반으로 방추형 동물, 극피류, 딥노아류, 제나칸티드류 및 사지동물들을 잡아먹었을 것으로 추정된다. 캐나다에서 채취한 오타칸투스의 나선형 모양의 배설물을 조사한 결과, 어린 오타칸투스의 이빨이 성체의 몸 속에서 발견된 것을 토대로 먹이를 찾기 어려워 굶주린 시기에 오타칸투스가 같은 동족을 잡아먹는다는 사실이 밝혀졌다.
어린 개체들은 작은 연못 같은 얕은 물에서 살았을 가능성이 있는 반면, 큰 개체들은 강과 호수와 같은 하천 및 민물과 바닷물의 경계 부분 등의 깊은 물에서 살았을 것이라고 추정된다.